# Puits Pigeot
Situé sur la commune de la Ricamarie, le Puits Pigeot fut jusqu'en 1983, le dernier puits de mine en activité sur le bassin houiller de la Loire. Sa tour d'extraction fut dynamitée le 10 février 1989, marquant ainsi la fin d'une époque pour la région stéphanoise. 

## Un grand puits de concentration
Le 7 juin 1932, la Compagnie de Montrambert et le Béraudière décide la construction d'un nouveau puits : le fonçage commence en novembre 1933. L'installation de ce nouveau puits avait pour but de concentrer l'extraction du charbon de la division Montrambert. En effet, les puits alentour de conception plus ancienne (puits Devilaine, puits Marseille) ne pouvaient à eux seuls assurer l'exploitation. Au chevalement métallique de type AEG Demag se substituera, pour des questions de coût, une tour d'extraction dont la conception est confiée à l'entreprise Freyssinet-Limousin(mai 1934). Le coffrage du puits est progressivement mis en place et le niveau de la mer est atteint. 
Le fonçage du puits est terminé à la côte - 461 sous le niveau de la mer, ce qui fait de lui le puits le plus profond du bassin. 
À la fin des années 1960, le puits concentre le lavage du charbon produit sur l'ensemble du bassin. Le transport est alors assuré par un réseau dense dont certains vestiges sont encore visible aujourd'hui :
- Il est alors relié au puits des Combes par un tapis convoyeur de 1,2 km.
- Il fut relié au puits Couriot et au reste du bassin par une galerie à travers-banc (longue de 7 km, cotes : -241 à Couriot, -314 à Pigeot) creusée entre 1962 et 1969.
- Un embranchement ferroviaire relié à la ligne St.-Étienne/Le Puy constitué de 12 voies ferrées en épi.
- La route nationale 88.

À la suite de la concentration sur Pigeot, au début des années 1950 les puits les plus anciens du bassin devenus obsolètes cessent leur activité :
- Fendue de Lyon et puits de l'Ondaine en 1951
- Puits St.-Pierre et Ste.-Marie en 1952

## Chronologie
- 1933 : début du fonçage du puits.
- 1935: coffrage du puits
- 1937 : le fonçage du puits atteint la côte - 461 sous le niveau de la mer
- 1941 : commencement des essais de la machine d'extraction Alsthom.
- 1942 : début de l'extraction, les installations du jour sont mises en service.
- 1950 : installation des lavoirs et construction de la centrale électrique du Bec.
- 1952 : mise en service de la cokerie de la Silardière.
- 1960 : la liaison Flotard-Pigeot à (+ 320 au-dessus du niveau de la mer) achève la concentration du secteur Montrambert.
- 1963-1968 : l'ultime phase de concentration du bassin. À l'ouest, la mise en service de la liaison Issac-Montrambert détourne le charbon de la cote - 136 au puits Pigeot condamnant à terme le puits Charles. À l'est, le puits Couriot est relié à Pigeot.
- 1968 : les lavoirs de Pigeot traitent l'ensemble du charbon produit sur le bassin.
- 1983 : fin de l'activité.

## Équipements et personnel
Il était le puits le plus profond du bassin de la Loire : 1 005,36 m (grâce à un puits de 870 m associé un plan incliné). La cote jour était située + 544,20 m, le fond du puits atteignait la côte - 461,16 m sous le niveau de la mer. 
Le transport et l'extraction du charbon y étaient assurés par des bennes de 630 litres, en convoi de 25, tirées par des trolleys électriques. La tour d'extraction en béton haute de 67 m, lourde de 7 000 tonnes abritait à son sommet une machine d'extraction à poulie Kœppe permettant de remonter 7 200 kg de charbon à chaque cordée. En 1968, on augmenta la puissance de la machine (2 fois 2 240 chevaux) et les bennes furent remplacées par des berlines de 3 000 litres (parmi les plus grosses du bassin).   
En 1946, 1 300 personnes y assuraient quotidiennement l'extraction de 6 000 tonnes de charbon. En 1982, ce n'était plus que 185 mineurs pour 900 tonnes.
L'abattage du charbon était effectué par la technique du soutenement marchant associé au soutirage sur les couches puissantes.

## Les vestiges
Si la plus grande partie des équipements ont disparu il reste aujourd'hui quelques traces :
- les anciens bâtiments d'administration ont été cédés à la communauté musulmane et abritent une mosquée.

- le crassier St.-Pierre : haut de 80 m, il est le plus volumineux mais aussi le plus discret des crassiers du bassin de la Loire. En effet, contrairement au crassiers de Michon et de l'Eparre il a été conçu selon des normes paysagères qui l'intègre dans les coteaux voisins. À la fin de l'activité, il représentait 7 millions de tonnes de matériaux. Il est exploité pour ses schistes rouges depuis 1989 par l'entreprise SMTV filiale de Eurovia qui conçoit - entre autres - des revêtements de chaussée. À terme, il aura totalement disparu d'ici une quinzaine d'années.

## Sources
- M. BEDOIN, Le patrimoine minier stéphanois, guide de promenade Tome II, Roche-la-Molière, 1982.
- 3 PAS Ricamarie Cote 640, ouvrage collectif, Les cahiers de La Rotonde, Publication de l’université de Saint-Étienne, 2001.
- C. CHERRIER, La Ricamarie Une ville, des hommes. ed. Ville de La Ricamarie, 1993.